# Moritz-Liepmann-Haus

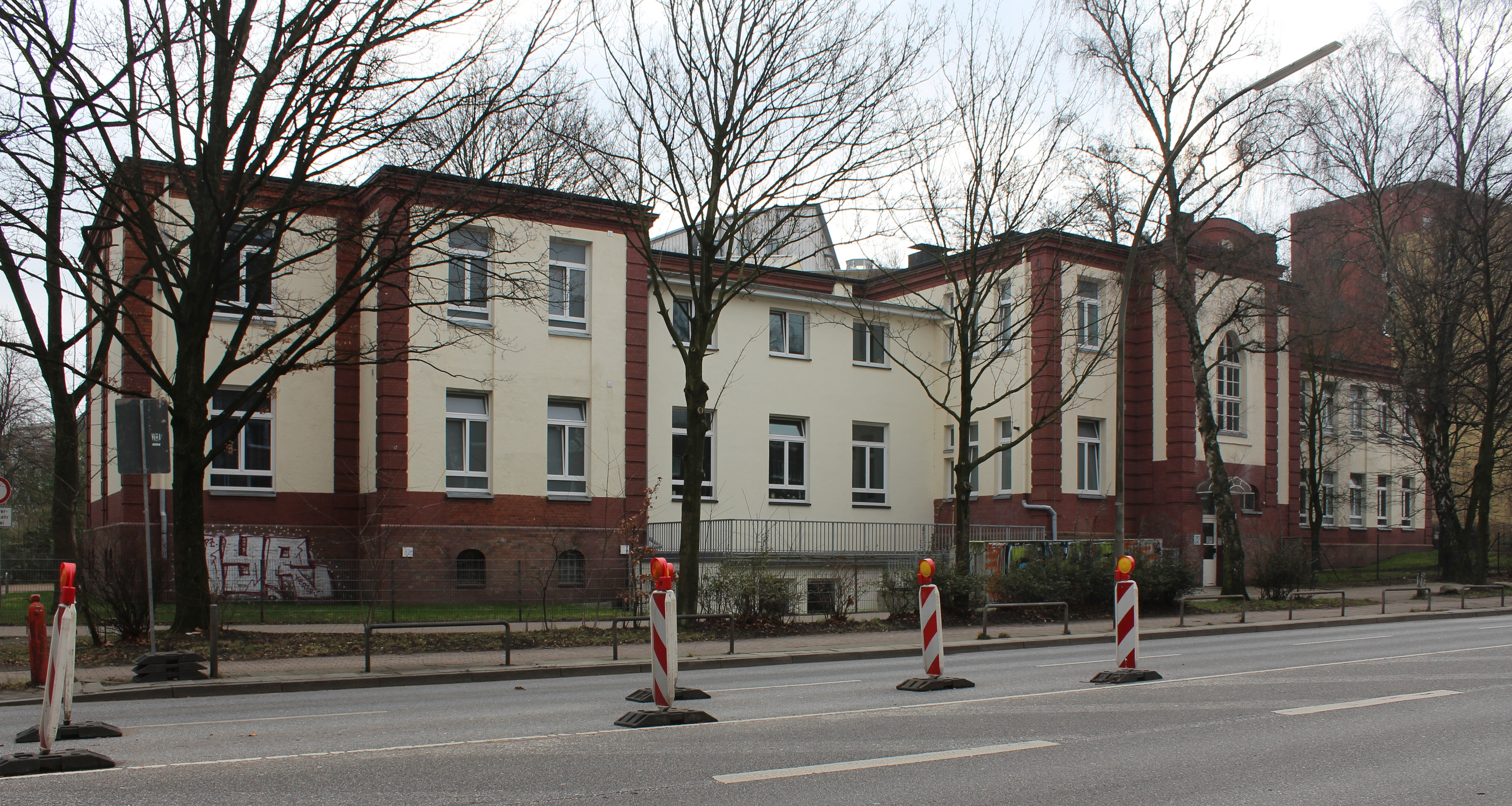
Das Moritz-Liepmann-Haus wurde im Jahre 1972 als Anstalt des damals sogenannten Überleitungsvollzuges, in einem aus dem Jahre 1910 stammenden Haus, das Teil des ehemaligen preußischen Garnisonslazaretts war, im Hamburger Stadtteil Altona gegründet.

Das Moritz-Liepmann-Haus wurde im Jahre 1972 als Anstalt des damals sogenannten Überleitungsvollzuges, in einem aus dem Jahre 1910 stammenden Haus, das Teil des ehemaligen preußischen Garnisonslazaretts war, im Hamburger Stadtteil Altona gegründet. Der erste Leiter und Gründer war der Sozialpädagoge Günter Behnk. Vorsitzende des Beirates war die Kriminologin Lieselotte Pongratz. Der Name des Hauses erinnert an den deutschen wie hamburgischen Strafrechtler und Kriminologen Moritz Liepmann.
Das Haus bot Platz für 45 Strafgefangene (38 Männer und 7 Frauen). Die Insassen waren dort für etwa 6–12 Monaten untergebracht, nachdem sie schon den überwiegenden Teil der Haftstrafe im geschlossenen Vollzug verbüßt hatten. Sie wurden, mit sozialpädagogischer Begleitung, auf die Entlassung vorbereitet. Nach dem ursprünglichen Konzept wurden die Häftlinge, nach kurzer Zeit der Beobachtung innerhalb des Hauses, außerhalb der Anstalt zur Arbeit eingesetzt.
Nach Inkrafttreten des Strafvollzugsgesetzes wurde das Moritz-Liepmann-Haus Anstalt des offenen Vollzuges und Freigängerhaus. Es gilt bis heute als Muster eines innenstadtnahen Übergangsvollzuges. Unter Justizsenator Roger Kusch wurde das Haus, gegen den Widerstand der Insassen und der Anwohner im Jahre 2005 geschlossen. Im schwarz-grünen Koalitionsvertrag von 2008 war seine Wiedereröffnung vorgesehen. Nach Ende dieser Koalition wurde dieser Plan jedoch nicht weiterverfolgt. 2016 wurde das Haus zu einer Unterkunft für geflüchtete und obdachlose Frauen umgebaut.